# South West Bay
Die South West Bay (englisch für Südwestbucht) ist eine offene Bucht an der Westküste der Insel Heard im südlichen Indischen Ozean. Sie liegt unmittelbar nördlich des Kap Gazert.
Die Bucht taucht erstmals auf Kartenmaterial des US-amerikanischen Robbenfängerkapitäns H. C. Chester aus dem Jahr 1860 auf. Der Name S. W. Bay ist auf einer Karte zu finden, die der Leutnant und spätere Kapitän Washington Irving Chambers (1856–1934) bei einer Fahrt mit der USS Marion zur Insel Heard im Januar 1882 anfertigte.